# Lasallia pensylvanica
Lasallia pensylvanica är en lavart som först beskrevs av Franz Georg Hoffmann, och fick sitt nu gällande namn av Llano. Lasallia pensylvanica ingår i släktet Lasallia och familjen Umbilicariaceae.   Inga underarter finns listade i Catalogue of Life.

## Källor

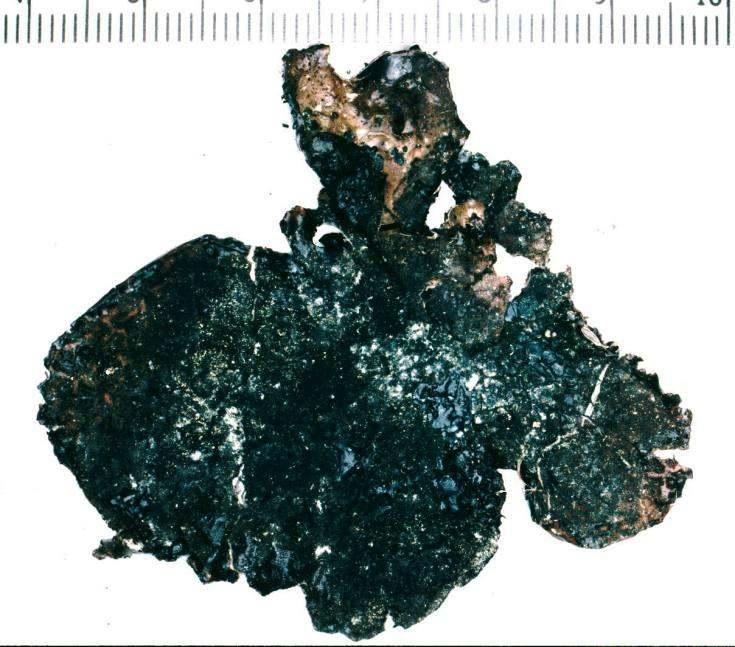
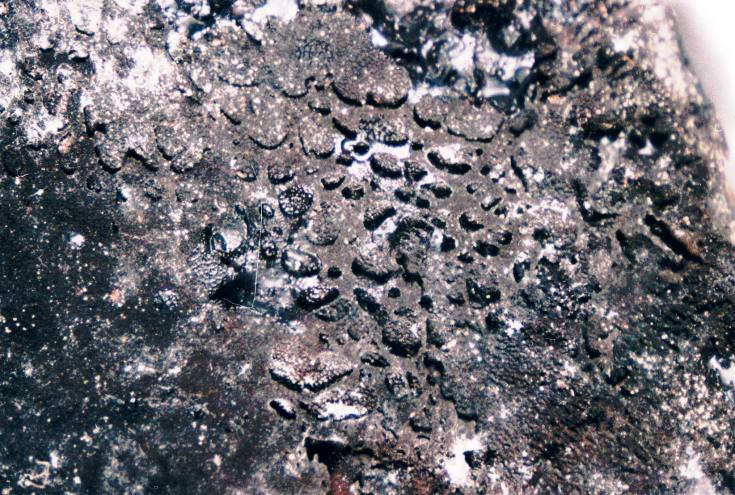
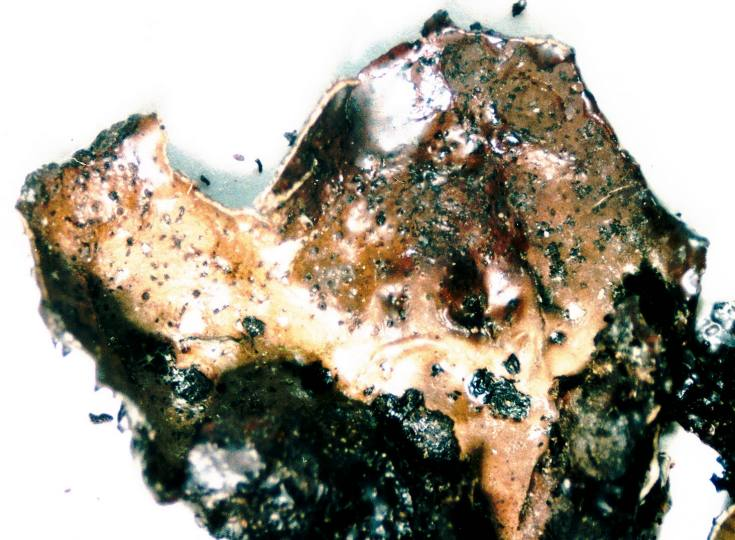